# Norse Lake
Norse Lake är en sjö i Algoma District i provinsen Ontario i den sydöstra delen av Kanada. Norse Lake ligger 320 meter över havet. Sjön har sitt utlopp i norr och vattnet rinner vidare till Matinenda Lake. Norse Lake tillhör Blind Rivers avrinningsområde.